# Ziggy Stardust and the Spiders from Mars (Film)
Ziggy Stardust and the Spiders from Mars ist ein Konzertfilm mit zusätzlichen dokumentarischen Szenen aus dem Jahre 1973. Dabei wurde ein Konzert des Musikers David Bowie mit seiner Band, den Spiders from Mars, im Londoner Hammersmith Odeon gefilmt. Das Konzert fand am 3. Juli des Jahres statt. Es handelte sich dabei um das letzte Konzert mit ebenjener Band, in dessen Verlauf auch die Kunstfigur Ziggy Stardust symbolisch zu Grabe getragen wurde.

## Kritik
„Ohne künstlerische Ambitionen abgefilmter Live-Auftritt eines legendären Popkonzerts des jungen David Bowie aus dem Jahr 1973, der die damalige Provokation seiner Show heute nur mehr erahnen läßt. Selbst für Bowie-Fans allenfalls von historischem Interesse.“